# Marco St. John
Marco St. John, nato Marco John Figueroa Jr. (New Orleans, 7 maggio 1939), è un attore statunitense.

## Filmografia parziale

### Cinema
- Superman, regia di Richard Donner (1978)
- Fort Bronx (Night of the Juggler), regia di Robert Butler (1980)
- Il bacio della pantera (Cat People), regia di Paul Schrader (1982)
- Corda tesa (Tightrope), regia di Richard Tuggle (1984)
- Venerdì 13: il terrore continua (Friday the 13th Part V: A New Beginning), regia di Danny Steinmann (1985)
- Stato di grazia (State of Grace), regia di Phil Joanou (1990)
- Thelma & Louise, regia di Ridley Scott (1991)
- Senza tregua (Hard Target), regia di John Woo (1993)
- The Badge - Inchiesta scandalo (The Badge), regia di Robby Henson (2002)
- La giuria (Runaway Jury), regia di Gary Fleder (2003)
- Monster, regia di Patty Jenkins (2003)
- The Punisher, regia di Jonathan Hensleigh (2004)
- Homeland Security (My Mom's New Boyfriend), regia di George Gallo (2008)
- Il cattivo tenente - Ultima chiamata New Orleans (Bad Lieutenant: Port of Call New Orleans), regia di Werner Herzog (2009)
- Dylan Dog - Il film (Dylan Dog: Dead of Night), regia di Kevin Munroe (2011)
- Candidato a sorpresa (The Campaign'), regia di Jay Roach (2012)
- The Butler - Un maggiordomo alla Casa Bianca (The Butler), regia di Lee Daniels (2013)
- A piedi nudi (Barefoot), regia di Andrew Fleming (2014)
- Fantastic 4 - I Fantastici Quattro (Fantastic Four), regia di Josh Trank (2015)
- Return to Sender, regia di Fouad Mikati (2015)
- La scelta (Novitiate), regia di Maggie Betts (2017)

### Televisione
- Bonanza - serie TV, episodio 14x05 (1972)
- Memphis Beat – serie TV, un episodio (2010)

## Doppiatori italiani
Nelle versioni in italiano delle opere in cui ha recitato, Marco St. John è stato doppiato da:
- Carlo Alighiero in Corda tesa
- Glauco Onorato in Thelma & Louise
- Mauro Bosco in The Badge - Inchiesta scandalo
- Giorgio Favretto in Memphis Beat
- Fabrizio Pucci in Stato di grazia
- Angelo Nicotra in Venerdì 13: Il terrore continua
- Emidio La Vella in Homeland Security
- Bruno Alessandro in Dylan Dog - Il film
- Roberto Fidecaro in A piedi nudi